# Elise Thorsnes
Elise Thorsnes és una davantera de futbol noruega, amb 34 internacionalitats i 13 gols per Noruega. Amb la selecció ha estat subcampiona de l'Eurocopa 2013 i ha arribat als quarts de final dels Jocs Olímpics i els vuitens de final del Mundial.
Ha estat màxima golejadora de la Toppserien al 2006, 2011 (amb 27 gols, el seu record) i 2013.

## Trajectòria
| Temporades  | Club         | Selecció (fases finals)              | Títols             |
| ----------- | ------------ | ------------------------------------ | ------------------ |
|             | Kaupanger IL |                                      |                    |
| 2006 - 2008 | Arna-Bjørnar | Jocs Olímpics 2008, Mundial s20 2008 |                    |
| 2009 - 2012 | Røa IL       | Eurocopa 2009, Mundial 2011          | 2 Lligues, 2 Copes |
| 2013 - 2014 | Stabæk IF    | Eurocopa 2013                        | 1 Lliga, 1 Copa    |
| 2015 - act. | Avaldsnes IL | Mundial 2015                         |                    |